# HD 50931
HD 50931，又名BD+08 1562，SAO 114626、HR 2584，是一颗恒星，视星等为6.29，位于銀經205.98，銀緯4.7，其B1900.0坐标为赤經6h 50m 8.2s，赤緯+8° 4.7′ 6″。